# Rolf Heissler
Rolf Gerhard Heissler o Heißler (Bayreuth, Alemania, 3 de junio de 1948-Offenbach del Meno, 18 de mayo de 2023) fue un antiguo miembro de la "Segunda Generación" de la Fracción del Ejército Rojo, grupo terrorista alemán de la década de los setenta.

## En el terrorismo
Después del examen de graduación en la Escuela secundaria Andreanum en Hildesheim, Rolf Heißler prestó Servicio Militar en el Ejército de la República Federal de Alemania, de la cual fue licenciado prematuramente en abril de 1967 por razones de salud. Subsecuentemente, empezó a estudiar en la Facultad de Filosofía de la Universidad de Múnich. En la universidad quedó cautivado por Brigitte Mohnhaupt con quien se casó en 1968 y se hizo miembro de un colectivo radical llamado "Los Tupamaros" de Múnich. Posteriormente y junto a Brigitte Mohnhaupt de quien se divorció en 1970, se incorporó a la Fracción del Ejército Rojo (RAF), y el 13 de abril de 1971 participa en un asalto a un banco por lo cual es convicto a una pena de seis años de prisión. Junto a varios miembros del Movimiento 2 de junio, Rolf Heißler queda en libertad por medio del secuestro del líder político de la Unión Berlinesa Cristiano demócrata, Peter Lorenz y salió el 2 de marzo de 1975 hacia la ciudad de Adén en Yemen. Regresó en octubre de 1976 sin ser reconocido hacia la República Federal de Alemania y se reincorporó a la RAF. El 1 de noviembre de 1978, participó en un tiroteo contra dos policías holándeses junto a Adelheid Schulz durante una inspección de Pasaportes en Nieuwestraat en Kerkrade donde hirió a los dos policías gravemente quienes murieron posteriormente. Durante su arresto el 9 de junio de 1979 en Fráncfort del Meno, Rolf Heißler fue herido varias veces, siendo la herida más grave, una bala que le impactó en la cabeza.

## Detención y liberación
El 10 de noviembre de 1982, fue convicto por el asesinato de los dos policías de Aduana de Holanda, recibiendo una sentencia de cadena perpetua. 
El 25 de octubre de 2001, Rolf Heißler con una decisión de la Corte Federal de Düsseldorf fue liberado bajo presentación, de la cárcel de Frankenthal. 
El 7 de septiembre de 2007, el antiguo miembro de la RAF, Peter-Jürgen Boock reportó en una entrevista cara a cara con varios periodistas, que Heißler había participado directamente en el asesinato a tiros junto a Stefan Wisniewski del Presidente de la Patronal Alemana, Hanns Martin Schleyer, el 18 de octubre de 1977.